# Lars-Olov Laræus
Lars-Olov Laræus, född 29 januari 1913 i Stockholm, död 1981, var en svensk målare.
Han var son till direktören Georg Olsson och Dagmar Halldén. Laræus studerade konst för Lemke, Plünecke och Kalman i Tyskland 1932-1937 och för Jean Souverbie i Paris 1937-1938 innan han återvände till Tyskland där han studerade för Kalman 1938-1939. Han företog ett flertal studieresor bland annat till Italien och England. Han ställde ut separat på Thurestams konstsalong i Stockholm 1946 och han medverkade i samlingsutställningar på Institut Tessin i Paris. Hans konst består av stilleben, figurmotiv, porträtt, modellstudier samt landskap. Laræus är representerad med grafik vid Moderna museet i Stockholm och i Sandvikens kommun.